# Krognæbskolibri
Krognæbskolibri (latin: Glaucis dohrnii) er en af de cirka 339 forskellige arter af kolibrier. Det er en truet art, der kun findes i Brasilien. Den minder meget om den almindelige kanelbrystede eremit, men har et mere lige næb og mangler den rødbrune farve på halen.